# سید علی فاطمی
سید علی فاطمی (زاده ۱۱ آبان ۱۳۷۲ - آمل) بازیکن فوتبال اهل ایران است. وی در سال ۱۳۹۳ به باشگاه فوتبال پرسپولیس تهران پیوست.